# AIOps
Dans le domaine de l'informatique, l'AIOps est l'acronyme anglais de Artificial Intelligence for IT Operations, ce qui signifie en français : « Intelligence Artificielle pour les Opérations informatiques ». L'entreprise Gartner est la première à énoncer le concept technique en 2017. L'idée proposée est de simplifier et d'automatiser les opérations des services informatiques en utilisant l'ensemble de l'historique de traces des systèmes à travers des applications de machine learning et l’Intelligence Artificielle afin de réduire significativement le bruit des alertes, enrichir les incidents avec du contexte et fournir en temps réel des informations aux équipes IT.

## Description
L'AIOps comprend trois parties importantes qui sont le big data avec une surveillance massive des évènements des systèmes informatiques, le machine learning pour analyser en continu depuis de gros volumes de données et enfin le traitement automatique des évènements.
En recevant ces données en continu, le système va s'enrichir et pouvoir apprendre de lui-même. Puis, il prendra des initiatives de façon autonome afin de résoudre des problèmes voire de les anticiper et donc les éviter. 
Aujourd'hui, la majorité des systèmes informatiques tendent à passer dans le cloud. Cela a provoqué une croissance de la recherche dans les domaines du cloud et du machine learning.